# Подборовское сельское поселение
Подборовское се́льское поселе́ние — бывшее (до 2014 года) муниципальное образование в составе Бокситогорского района Ленинградской области. Административным центром являлся посёлок Подборовье.

## Географические данные
Площадь поселения составляла 84 148 га. Располагалось в юго-восточной части района, граничит с Бабаевским и Чагодощенским районами Вологодской области.

## История
В начале 1920-х годов в составе Советской волости Устюженского уезда Череповецкой губернии был образован Шибаловский сельсовет. В августе 1927 года Шибаловский сельсовет вошёл в состав Ефимовского района Ленинградской области. По состоянию на 1933 год центром Шибаловского сельсовета являлась деревня Подборовье, в сельсовет входило 12 населённых пунктов, население — 1212 чел.
10 июля 1959 года Шибаловский сельсовет был переименован в Подборовский. 12 января 1965 года был упразднен Ефимовский район, Подборовский сельсовет передан Бокситогорскому району. По состоянию на 1990 год в состав Подборовского сельсовета вошёл Потокский сельсовет.
18 января 1994 года постановлением главы администрации Ленинградской области № 10 «Об изменениях административно-территориального устройства районов Ленинградской области» Подборовский сельсовет, также как и все другие сельсоветы области, преобразован в Подборовскую волость.
1 января 2006 года в соответствии с областным законом № 78-оз от 26 октября 2004 года «Об установлении границ и наделении соответствующим статусом муниципального образования Бокситогорский муниципальный район и муниципальных образований в его составе» образовано Подборовское сельское поселение, в его состав вошла территория бывшей Подборовской волости.
2 июня 2014 года Подборовское сельское поселение вошло в состав вновь созданного Лидского сельского поселения Бокситогорского района.

## Населённые пункты
В состав поселения входили 18 населённых пунктов (население, 2010):
| - посёлок Подборовье — 712 чел.; - деревня Васьково — 4 чел.; - посёлок Васьково — 99 чел.; - деревня Верховье — 69 чел.; - деревня Гришкино — 25 чел.; - деревня Забелье — 8 чел.; - деревня Ионино — 1 чел.; - деревня Максимово — 4 чел.; - деревня Марьино Село — 15 чел.; | - деревня Никольское — 40 чел.; - деревня Озеро-Село — 38 чел.; - деревня Платаново — 4 чел.; - деревня Плутно — 2 чел.; - деревня Поток — 37 чел.; - деревня Стехново — 6 чел.; - посёлок Тургошь — 24 чел.; - деревня Шибалово — 19 чел.; - деревня Якшино — 13 чел. |